# Molophilus cranstoni
Molophilus cranstoni är en tvåvingeart som beskrevs av Günther Theischinger 1992. Molophilus cranstoni ingår i släktet Molophilus och familjen småharkrankar. Inga underarter finns listade i Catalogue of Life.